# مایکل لوفگرن
مایکل لوفگرن (انگلیسی: Mikael Löfgren؛ زادهٔ ۲ سپتامبر ۱۹۶۹) ورزشکار دوگانه اهل سوئد است.